# Pokrow (Rosja)
Pokrow – miasto w Rosji, w obwodzie włodzimierskim, 82 km na zachód od Włodzimierza. W 2006 liczyło 15 604 mieszkańców.